# 拉德 (匈牙利)
拉德，是匈牙利佩斯州所辖的一个村。总面积17.74平方公里，总人口1891，人口密度106.6人/平方公里（2011年1月1日）。